# Bashar Jaafari
Bashar Jaafari, também grafado Ja'afari, (em árabe: بشار جعفري)  (Damasco, 14 de abril de 1956) é o atual representante permanente da República Árabe Síria junto da Organização das Nações Unidas em Nova Iorque.
Iniciou a sua carreira em 1980 como diplomata no Ministério das Relações Exteriores sírio. Serviu em França, até 1983 como secretário da embaixada e como assessor da Missão Permanente da República Árabe Siria junto das Nações Unidas em 1991. Mais tarde regressou a França, como assessor na embaixada síria em Paris em 1997. Também foi nomeado embaixador sírio na Indonésia em 1998 e diretor do Departamento de Organizações Internacionais no Ministério das Relações Exteriores da Síria em 2002.

## Livros publicados
- The Lobbies in the U.S.A. (1983)
- The Syrian Foreign Affairs 1946-1982 (1986)
- The United Nations and the New World Order (1994)
- Moslem High Priests of the Far East “Historical Saga on the Way Islam Entered and Spread into the Malay Archipelago (2003)
- The Syrian Politics of Alliances 1918-1982 (2015)